# Krum Milev
Krum Milev, bolgárul: Крум Милев (Szófia, 1915. június 11. – Szófia, 2000. április 19.) válogatott bolgár labdarúgó, csatár, edző. Bolgár bajnoki gólkirály (1938). A bolgár válogatott szövetségi kapitánya (1954–1960).

## Pályafutása

### Klubcsapatban
1932 és 1935 között a Botev Szofija, 1935 és 1940 között a Szlavija Szofija, 1940 és 1948 között a Lokomotiv Szofija labdarúgója volt. A Szlavijával és a Lokomotivval is egy-egy bajnoki címet szerzett és egy alkalommal volt az élvonal gólkirálya.

### A válogatottban
1937 és 1948 között 18 alkalommal szerepelt a bolgár válogatottban és három gólt szerzett.

### Edzőként
1948 és 1964 között a CSZKA Szofija vezetőedzője volt. Közben, 1954 és 1960 között a bolgár válogatott szövetségi kapitányaként is tevékenykedett. 1966 és 1968 között a Beroe Sztara Zagora, 1968–69-ben a török Beşiktaş szakmai munkáját irányította.

## Sikerei, díjai
Szlavija Szofija
- Bolgár bajnokság
  - bajnok: 1936
  - gólkirály: 1938

 Lokomotiv Szofija
- Bolgár bajnokság
  - bajnok: 1945